# Tycho Brahe-observatoriet

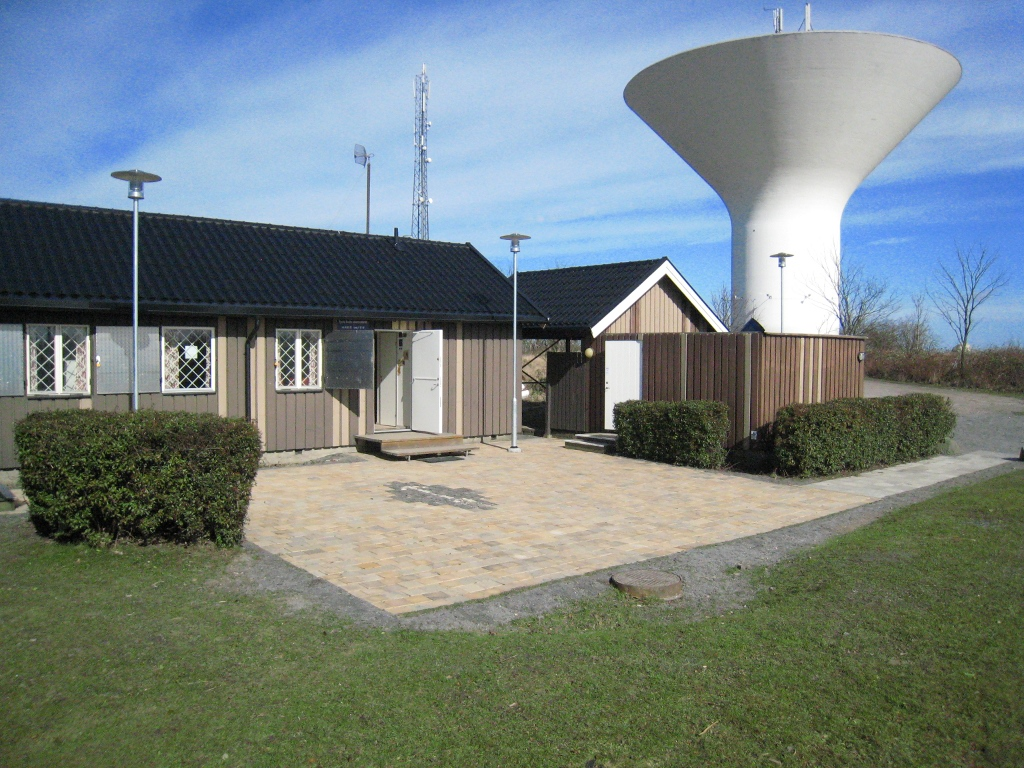
Tycho Brahe-observatoriet

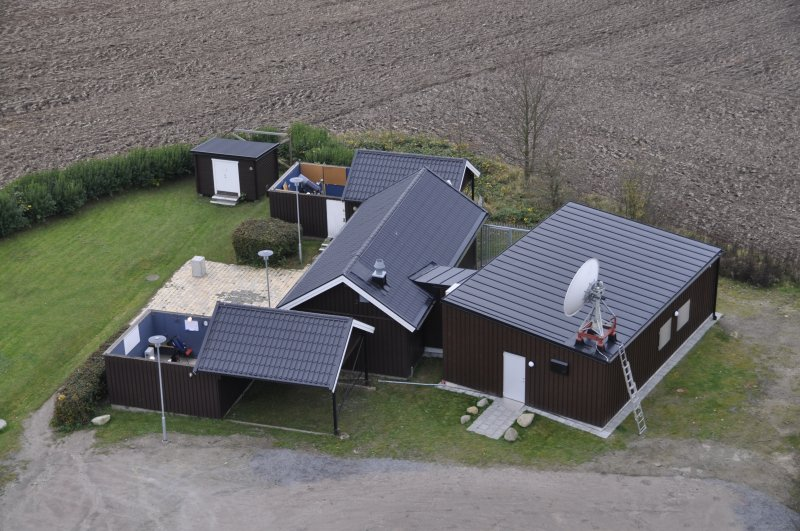
Observatoriet i fågelperspektiv

Tycho Brahe-observatoriet är ett amatörastronomiskt observatorium som ligger i Oxie, sydöst om Malmö. Verksamheten sköts ideellt av det Astronomiska Sällskapet Tycho Brahe. 

## Bakgrund
På initiativ av Per-Åke Björklund, sällskapets dåvarande ordförande, och i samarbete med Malmö Astronomi- & Rymdfartssällskap (MARS), planerades observatoriet i samverkan med Malmö kommun. Det invigdes 1973 och består numera av fem byggnader. Observatoriet har en något okonventionell utformning; istället för kupoler finns observationshus med avdragbara tak. Under 2011 skedde en tillbyggnad med en ny föreläsningssal. Observatoriet, såväl som sällskapet, är uppkallat efter den kände astronomen Tycho Brahe.

## Verksamhet
Verksamheten vid observatoriet är dels inriktad på visningar för skolor och allmänhet, dels amatörastronomiska observationer. Stjärnklara måndagar är visningsdagar för allmänheten, medan skolklasser och andra grupper kan boka in ett besök i förväg. En visning består i allmänhet av en mindre föreläsning följd av demonstration av stjärnhimlen och titt genom teleskopen. Observatoriet erbjuder gymnasieskolor att via Internet själva göra fjärrstyrda observationer. Vid tillfällen av särskilt astronomiskt intresse (solförmörkelse, komet, etc) görs det specialvisningar.

## Utrustning
Tre huvudinstrument finns. Det ena är ett 35 cm datorstyrt Meade-teleskop som i första hand används för visuella observationer, till exempel vid publika visningar. Teleskopet är ekvatoriellt monterat och följer automatiskt ett inställt objekt. Tusentals objekt kan sökas upp med en enkel knapptryckning. Till teleskopet kan en webbkamera kopplas, som med särskild programvara kan fånga ögonblick med extra hög bildskärpa.  
Det andra är ett fjärrstyrbart 35 cm Celestron-teleskop, avsett för elektroniska observationer med en speciell CCD-kamera. En sådan kamera är synnerligen ljuskänslig. Genom att exponera under längre tid, t.ex. 5 minuter, kan mycket ljussvaga objekt studeras. Vidstående bilder är tagna med detta instrument. Det mest avlägsna objekt som observerats vid observatoriet (en kvasar) sände ut sitt ljus för ca 12 miljarder år sedan.
Det tredje huvudinstrumentet är ett radioteleskop som installerades under 2011. Med detta kan 21 cm radiostrålning från vätgas ute i rymden studeras.

## Bildgalleri

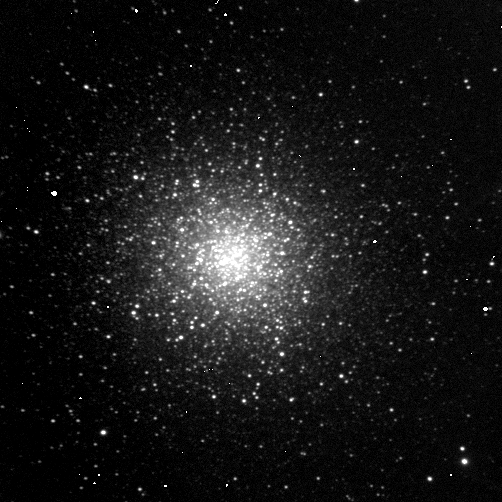
Klotformig stjärnhop – M 13
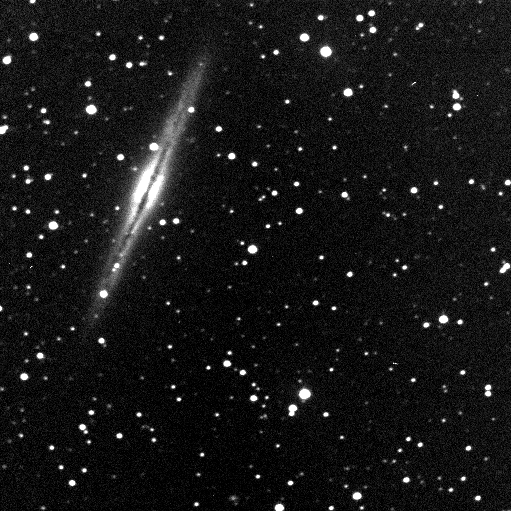
Spiralgalax sedd från kanten